# Proturentomon iowaense
Proturentomon iowaense är en urinsektsart som beskrevs av Womersley 1938. Proturentomon iowaense ingår i släktet Proturentomon och familjen Protentomidae. Inga underarter finns listade i Catalogue of Life.